# Українські театральні режисери
Завдяки Лесю Курбасу український театр дуже сильно перемінився. Проте його потяги до реформування не зустріли бажаного заохочення і його історія завершилась арештом і засланням.
Розвиток театру в кінці ХХ ст. згадують завдяки яскравій діяльності таких режисерів як: С. Данченко, Р. Віктюк, В. Петров та ін. За роки незалежності, український театр активніше почав інтегруватись у європейський культурний простір.
До ІІІ Фестивалю молодої української театральної режисури ім. Леся Курбаса (2014 рік) було сформовано Топ-10 найвпливовіших театральних режисерів:
- Андрій Білоус
- Дмитро Богомазов
- Оксана Дмитрієва
- Ростислав Держипільський
- Володимир Кучинский
- Олексій Лісовець
- Віталій Малахов
- Едуард Митницький
- Станіслав Мойсеєв
- Владислав Троїцький

У 2019 році було проведене кількісне дослідження метою якого було порахувати усіх уктраїнських театральних режисерів, які випустили від трьох і більше оригінальні театральні постановки на території України. Результати були такі: три реалізовані проєкти у Алекса Боровенського, Інни Гончарової, Тетяни Губрій, Дмитра Драпіковського, Оксани Дмітрієвої, Вячеслава Жили, Стаса Жиркова, Дмитра Захоженка, Віталія Кіно, Анни Козирицької, Олени Лазович, Анни Матійченко, Богдана Поліщука, Івана Уривського, Тетяни Шелепко та Сергія Чверкалюка; чотири проєкта у Лінас Зайкаускас, Людмила Колосович та Олександр Середін; шість проєктів у Івана Даніліна; дев'ять проєктів у Максима Голенко.